# Witold Boretti

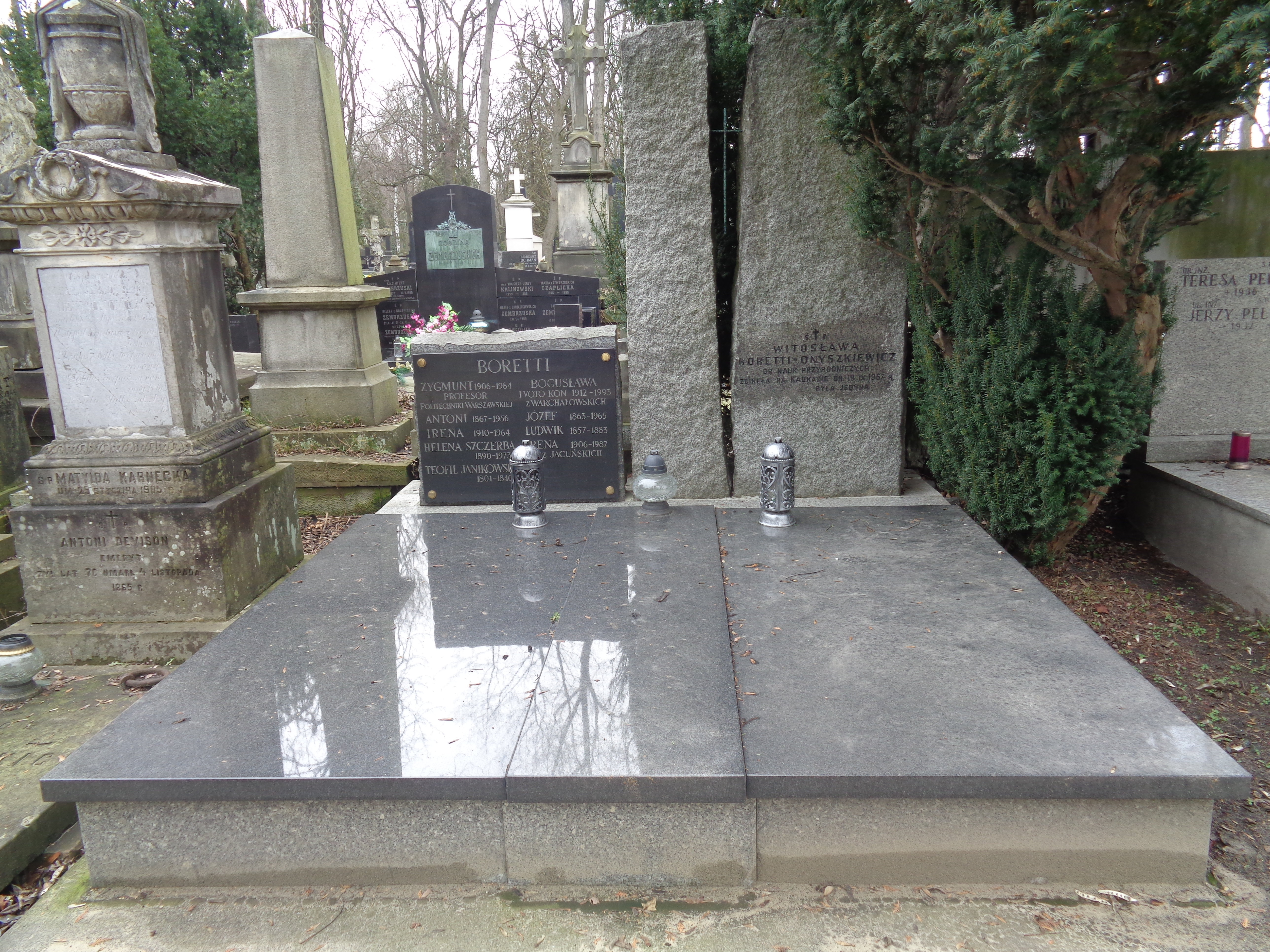
Grób ojca, żony i córki na cmentarzu Powązkowskim.

Witold Boretti herbu własnego (ur. 6 lipca 1896 w Mińsku, zm. 22 września 1939 w Parchimowcach) – polski inżynier rolnik, oficer rezerwy Wojska Polskiego, kawaler Orderu Virtuti Militari.

## Życiorys
Urodził się 6 lipca 1896 w Mińsku, ówczesnej stolicy guberni mińskiej, w rodzinie Józefa Mikołaja (1863–1965) i Marii z Rymaszewskich (1865–1948). Był wnukiem Józefa Antoniego Boretti (1825–1878). Ukończył siedmioklasową szkołę handlową w Warszawie. W latach 1916–1918 służył w armii rosyjskiej.
W 1918, po powrocie do Polski, wstąpił do 1 pułku szwoleżerów i w jego szeregach walczył na wojnie z Ukraińcami. W marcu 1919 został ranny w obronie Bełza. Następnie walczył na wojnie z bolszewikami i został kontuzjowany pod Wilnem. W sierpniu 1920 został przeniesiony do 201 pułku szwoleżerów. Awansował na wachmistrza. Wyróżnił się 20 sierpnia 1920 dowodząc plutonem karabinów maszynowych w czasie forsowania Raciążnicy w folwarku Dłużniewo. Za ten czyn został odznaczony Orderem Virtuti Militari.
W 1921 został zdemobilizowany. W 1925 ukończył studia na Wydziale Rolniczym Szkoły Głównej Gospodarstwa Wiejskiego w Warszawie i otrzymał tytuł inżyniera rolnika. 13 kwietnia 1931 prezydent RP mianował go podporucznikiem rezerwy ze starszeństwem z 29 listopada 1930 i 13. lokatą w korpusie oficerów piechoty, a minister spraw wojskowych wcielił do 34 pułku piechoty w Białej Podlaskiej. W 1933 administrował majątkiem Kulczyn, będącym własnością jego rodziców. W 1934, jako oficer rezerwy pozostawał w ewidencji Powiatowej Komendy Uzupełnień Biała Podlaska i posiadał przydział w rezerwie do 27 pułku ułanów w Nieświeżu. Później osiadł w Parchimowcach, majątku Jacuńskich. Tam 22 września 1939 został zamordowany.
Był żonaty z Ireną Jacuńską (1906–1987), z którą miał córkę Witosławę (1933–1967). Witosława była pierwszą żoną Janusza Onyszkiewicza.

## Ordery i odznaczenia
- Krzyż Srebrny Orderu Wojskowego Virtuti Militari nr 4592[1][9][10]
- Krzyż Walecznych[1]
- Odznaka pamiątkowa „Orlęta”[1]
- Odznaka pamiątkowa Dowództwa Wojsk Polskich „Wschód” 1920[1]
- Odznaka pamiątkowa „Chrobrej Załodze” Bełz 18.II.19[1]